# エンパシー (曲)
「エンパシー」は、ASIAN KUNG-FU GENERATIONの28枚目のシングルで、2021年8月4日にKi/oon Musicより発売された。

## 解説
前作「ダイアローグ/触れたい 確かめたい」以来10か月ぶりのシングルで、ミュージックビデオ集「映像作品集17巻」と同日発売された。通常盤と初回限定盤の2形態でリリースされた。
表題曲「エンパシー」は映画『僕のヒーローアカデミア THE MOVIE ワールド ヒーローズ ミッション』の主題歌として書き下ろされた楽曲で、MVには神尾楓珠、野間口徹が出演している。カップリングである「フラワーズ」も同作の挿入歌として書き下ろされた楽曲である。
アレンジとして長年バンドのサポートを行っている下村亮介が参加。
また、同作の発売と同時に、結成25周年を記念したツアー「ASIAN KUNG-FU GENERATION 25th Anniversary Tour 2021 "Quarter-Century"」を行うことも発表された。
YouTubeのMV視聴回数が100万回再生突破を果たした。これは「生者のマーチ」以来である。
シングルのカップリングにリミックスが入るのは初めてである。
2021年8月に公開された「THE FIRST TAKE」では後藤とキーボディスト・作曲家の世武裕子の2人での演奏が公開された。
「エンパシー」「フラワーズ」ともに2022年3月発売の10th Album『プラネットフォークス』に収録された。カップリング曲がオリジナルアルバムに収録されるのは「N2」以来約11年ぶりである。

## 収録曲

### CD
| 全作詞・作曲: Gotch（後藤正文）、全編曲: ASIAN KUNG-FU GENERATION, 下村亮介。 |                                        |                   |                   |                                                                               |      |
| #                                                                             | タイトル                               | 作詞              | 作曲・編曲        | 備考                                                                          | 時間 |
| 1.                                                                            | 「エンパシー」                         | Gotch（後藤正文） | Gotch（後藤正文） | 映画『僕のヒーローアカデミア THE MOVIE ワールド ヒーローズ ミッション』主題歌 | 4:45 |
| 2.                                                                            | 「フラワーズ」                         | Gotch（後藤正文） | Gotch（後藤正文） | 映画『僕のヒーローアカデミア THE MOVIE ワールド ヒーローズ ミッション』挿入歌 | 5:21 |
| 3.                                                                            | 「触れたい 確かめたい（Seiho Remix）」 | Gotch（後藤正文） | Gotch（後藤正文） |                                                                               | 5:44 |
| 4.                                                                            | 「エンパシー（Instrumental）」         | Gotch（後藤正文） | Gotch（後藤正文） |                                                                               | 4:45 |
| 5.                                                                            | 「フラワーズ（Instrumental）」         | Gotch（後藤正文） | Gotch（後藤正文） |                                                                               | 5:21 |
| 合計時間:                                                                     | 合計時間:                              | 合計時間:         | 25:56             |                                                                               |      |

### DVD（初回限定盤）
| #  | タイトル                             | 作詞 | 作曲・編曲 |
| -- | ------------------------------------ | ---- | ---------- |
| 1. | 「エンパシー（Music Video）」        |      |            |
| 2. | 「エンパシー（Music Video Making）」 |      |            |